# 青丹站
青丹站（韓語：청단역）是位于朝鮮民主主義人民共和國黃海南道青丹郡青丹邑的一個鐵路車站。屬於白川線。

## 邻近车站
白川線
葛山站 - 青丹站 - 天台站